# Tidarren
Tidarren là một chi nhện trong họ Theridiidae mà nhện cái có kích thước cơ thể lớn hơn nhiều so với nhện đực. Chi này chủ yếu phân bố ở châu Phi, khu vực Trung và Nam Mỹ.